# Bussy-le-Repos (Yonne)
Bussy-le-Repos és un municipi francès, situat al departament del Yonne i a la regió de Borgonya - Franc Comtat. L'any 2007 tenia 369 habitants.

## Demografia

### Població
El 2007 la població de fet de Bussy-le-Repos era de 369 persones. Hi havia 129 famílies, de les quals 34 eren unipersonals (23 homes vivint sols i 11 dones vivint soles), 42 parelles sense fills i 53 parelles amb fills.
La població ha evolucionat segons el següent gràfic:
Habitants censats

### Habitatges
El 2007 hi havia 203 habitatges, 143 eren l'habitatge principal de la família, 46 eren segones residències i 14 estaven desocupats. 198 eren cases i 5 eren apartaments. Dels 143 habitatges principals, 131 estaven ocupats pels seus propietaris, 9 estaven llogats i ocupats pels llogaters i 3 estaven cedits a títol gratuït; 1 tenia una cambra, 6 en tenien dues, 17 en tenien tres, 39 en tenien quatre i 81 en tenien cinc o més. 116 habitatges disposaven pel capbaix d'una plaça de pàrquing. A 69 habitatges hi havia un automòbil i a 70 n'hi havia dos o més.

### Piràmide de població
La piràmide de població per edats i sexe el 2009 era:
| Homes | Edats   | Dones |
| ----- | ------- | ----- |
| 0     | 95 o +  | 4     |
| 0     | 90 a 94 | 0     |
| 0     | 85 a 89 | 0     |
| 0     | 80 a 84 | 4     |
| 4     | 75 a 79 | 12    |
| 12    | 70 a 74 | 8     |
| 4     | 65 a 69 | 8     |
| 16    | 60 a 64 | 4     |
| 8     | 55 a 59 | 8     |
| 12    | 50 a 54 | 12    |
| 24    | 45 a 49 | 8     |
| 4     | 40 a 44 | 20    |
| 12    | 35 a 39 | 8     |
| 12    | 30 a 34 | 16    |
| 12    | 25 a 29 | 4     |
| 12    | 20 a 24 | 4     |
| 8     | 15 a 19 | 12    |
| 12    | 10 a 14 | 8     |
| 12    | 5 a 9   | 16    |
| 16    | 0 a 4   | 8     |

## Economia
El 2007 la població en edat de treballar era de 219 persones, 169 eren actives i 50 eren inactives. De les 169 persones actives 149 estaven ocupades (90 homes i 59 dones) i 20 estaven aturades (8 homes i 12 dones). De les 50 persones inactives 21 estaven jubilades, 13 estaven estudiant i 16 estaven classificades com a «altres inactius».

### Ingressos
El 2009 a Bussy-le-Repos hi havia 148 unitats fiscals que integraven 378 persones, la mediana anual d'ingressos fiscals per persona era de 17.546 €.

### Activitats econòmiques
Dels 11 establiments que hi havia el 2007, 1 era d'una empresa de fabricació d'altres productes industrials, 2 d'empreses de construcció, 3 d'empreses de comerç i reparació d'automòbils, 2 d'empreses de transport, 1 d'una empresa d'hostatgeria i restauració, 1 d'una empresa de serveis i 1 d'una entitat de l'administració pública.
Dels 2 establiments de servei als particulars que hi havia el 2009, 1 era un taller de reparació d'automòbils i de material agrícola i 1 fusteria.
L'any 2000 a Bussy-le-Repos hi havia 13 explotacions agrícoles.

## Poblacions més properes
El següent diagrama mostra les poblacions més properes.